# المجموعات الخاصة (العراق)
المجموعات الخاصة (بالإنجليزية: Special Groups) هو التسمية التي أطلقها الجيش الأميركي على المليشيات الشيعية التي تعمل داخل العراق و الميليشيات المدعومة من إيران. وفقا للأمريكيين، يتم تمويل بعض هذه المجموعات وتدريبها وتسليحها من قبل فيلق القدس الإيراني، وهو جزء من الحرس الثوري الإسلامي.
وفقا لأمريكا جنرال كيفن جي بيرجنر، المجموعات الخاصة تحصل بين 750,000 و 3,000,000 دولار تمويل شهريا من فيلق القدس.
في تصريح للجنرال الأمريكي ريموند أوديرنو أن أكثر من 73٪ من الهجمات الذي تتعرض له القوات الأمريكية بسبب هذه المجاميع.